# Liste der Lokomotiven der Compagnie des chemins de fer du Nord
In dieser Liste sind die Lokomotiven der Compagnie des chemins de fer du Nord, der französischen Nordbahn (Nord), aufgeführt.
Neben den von der Nordbahn selbst beschafften Lokomotiven sind auch die Maschinen der 1852 mit der Nord fusionierten Compagnie du chemin de fer d'Amiens à Boulogne und diverser in den 1870er Jahren übernommener kleinerer Bahngesellschaften, die nach dem Ersten Weltkrieg erhaltenen britischen, US-amerikanischen und deutschen Lokomotiven, sowie die Lokomotiven des 1934 aufgelösten Syndicat du chemin de fer de ceinture (Ceinture) zum Betrieb der Pariser Ringbahnen enthalten.

## Anstrich und Bezeichnung der Lokomotiven

### Farbgebung und Beschriftung
Ursprünglich waren die Lokomotiven der Nord in Grün und Schwarz mit roten Zierstreifen gestrichen. Teile aus Kupferlegierungen (Einfassungen, Nummernschilder, Kesselringe) waren blank poliert. Die Nummernschilder waren, wie bei mehreren französischen Bahnen üblich, zu beiden Seiten des Schornsteins angeordnet. Die vordere Pufferbohle war rot lackiert, mit der Lokomotivnummer in Weiß angeschrieben. Am Führerhaus befand sich die Eigentumsbezeichnung „NORD“, ebenfalls in Weiß.
Nach dem Erscheinen der Lokomotiven mit Verbundtriebwerk wurden diese in einem warmen Braunton mit gelben Zierstreifen ausgeführt, was ihnen den Spitznamen „Chocolat“ einbrachte. Die Kesselringe aus Messing waren von zwei gelben Zierstreifen eingefasst.
Von den 1908/09 in Dienst gestellten Reihen 3.513 und 3.801 an wurde die Betriebsnummer mit Ziffern aus Kupferlegierung am Führerhaus und der Pufferbohle angebracht, ebenso wie die Eigentumsbezeichnung „NORD“ auf den Radschutzkästen oder Windleitblechen, soweit vorhanden. In der Mitte der Rauchkammertür befand sich das kreisrunde Nord-Abzeichen.
Die Angabe des Heimatdepots erfolgte in weißen oder gelben Buchstaben.
Die Lokomotiven der Ceinture waren ebenso wie die Lokomotiven der Nord mit einfacher Dampfdehnung Grün und Schwarz mit weißen Anschriften lackiert.

### Nummerierung
In den ersten zweieinhalb Jahrzehnten ihres Bestehens, von 1845 bis 1870, wurden die Lokomotiven der Nordbahn mehr oder weniger sequentiell, d. h. in der Reihenfolge der Indienststellung oder Übernahme nummeriert, wobei Schnellzuglokomotiven Nummern unter 200, Gemischt-, Güterzug- und Tenderlokomotiven Nummern über 200 erhielten. Daneben führten zumindest die allerersten Maschinen sowie die Crampton-Lokomotiven auch Namen.
Mit der weiteren Zunahme des Fuhrparks wurde ein neues, übersichtlicheres, aber dennoch einfaches Nummerierungsprinzip angewendet: Alle Lokomotiven mit zwei oder mehr Treibachsen erhielten eine vierstellige Betriebsnummer, deren erste Ziffer durch einen Punkt abgetrennt war und die Anzahl der Treibachsen angab: 2, 3, 4, schließlich auch 5 und 6. Die Nummern wurden folgerichtig auch getrennt ausgesprochen; so hieß z. B. die „Outrance“-Lokomotive 2.821 also deux, huit cent vingt-et-un (zwei, achthunderteinundzwanzig) und nicht deux mille huit cent vingt-et-un (zweitausendachthunderteinundzwanzig).
Dieses System wurde im Grundsatz bis zum Aufgehen der Nord in der SNCF im Jahr 1938 fortgeführt. Die stetige Vermehrung der Lokomotiven erforderte aber kurz vor dem Ersten Weltkrieg bei den Lokomotiven mit 3 und 4 Treibachsen die Verwendung fünfstelliger Nummern; so führten z. B. die großen 2’C2‘-Schnellzuglokomotiven von 1911 die Nummern 3.1101 und 3.1102. Mit dem starken Zulauf von englischen und amerikanischen Kriegslokomotiven sowie von deutschen Waffenstillstandsabgaben nach 1918 wurden dann auch ältere Drei- und Vierkuppler auf fünfstellige Betriebsnummern umgezeichnet.

## Dampflokomotiven

### Lokomotiven der Anfangszeit
Als die Compagnie des chemins de fer du Nord 1845 gegründet wurde, übernahm sie die ersten Lokomotiven, die für den Betrieb von Strecken im Norden Frankreichs gebaut worden waren und ursprünglich dem französischen Staat gehörten.
Die 16 zwischen 1842 und 1844 gebauten Maschinen waren ausschließlich vom damals üblichen Typ 1A1 englischer Herkunft, weshalb sie nach ihrem Erfinder William Buddicom auch Buddicom-Lokomotiven genannt wurden. Sie besaßen eine einzige Treibachse zwischen zwei Laufachsen, innenliegende Zylinder und einen Doppelrahmen mit Längsträgern auf beiden Seiten, die innerhalb aller Räder und außerhalb der Laufräder lagen. Zumindest einige dieser Lokomotiven wurden später zu Tenderlokomotiven mit gleicher Achsfolge umgebaut.
Die Maschinen stammten von folgenden Herstellern:
- 1 bis 3 und 8 bis 10 von André Koechlin in Mulhouse,
- 4 bis 7 von Pauwels in Lille, Nr. 6 gehörte zuvor der Chemin de fer Versailles RG und kam 1846 zur Nordbahn,
- 11 bis 13 von der Compagnie des Mines d'Anzin,
- 14 bis 16 von Schneider in Le Creusot.

Neben den Nummern führten diese Lokomotiven folgende Namen:
| 1 | La Ville de Lille         | 5 | Philippe de Commines   | 9  | La Scarpe             | 13 | Jehan Froissart     |
| 2 | La Ville de Roubaix       | 6 | Comtesse Jeanne        | 10 | La Deule              | 14 | Beaudoin VI         |
| 3 | Le Maréchal de Bouffliers | 7 | Le Département du Nord | 11 | Ville de Valenciennes | 15 | Duc de Trévise      |
| 4 | La Ville de Tourcoing     | 8 | Douai                  | 12 | Maréchal de Vauban    | 16 | Maréchal de Villars |

### Personen- und Schnellzuglokomotiven
| Nummernreihe alt (bis 1870)        | Nummernreihe neu (ab 1870)           | SNCF Reihe | Anzahl | Indienststellung | Bauart    | Bemerkungen | Bild |
| ---------------------------------- | ------------------------------------ | ---------- | ------ | ---------------- | --------- | --- | ---- |
| 17 bis 50                          | –                                    | –          | 34     | 1846–47          | 1A1 n2    | Typ „Clapeyron“, 1849 in 1B umgebaut; 5 Lok 1886 in Tenderlok umgebaut                                                                                    |      |
| 51 bis 121                         | –                                    | –          | 71     | 1847–49          | 1A1 n2    | Typ „Longboiler“, 1849–50 und 1859–64 in 1B umgebaut; 9 Lok 1886 in Tenderlok umgebaut                                                                    |      |
| 122 bis 161, 165 bis 170, 1 bis 12 | –                                    | –          | 58     | 1849–59          | 2A n2     | Bauart Crampton |      |
| 162 und 163                        | –                                    | –          | 2      | 1850             | 3A n2     | Bauart Crampton; bis 1863 Tenderlok |      |
| 171 bis 200                        | –                                    | –          | 30     | 1847–48          | 1A1 n2    | Ex Cie. d'Amiens à Boulogne; Bauart Buddicom, 1860–67 in 1A2-Tenderlok umgebaut                                                                           |      |
| 164                                | –                                    | –          | 1      | 1856             | 1A1 n2    | Bauart McConnell |      |
| 16                                 | –                                    | –          | 1      | 1860             | 1A1 n2    | Bauart Sturrock |      |
| –                                  | 2.821 bis 2.860, 2.201 bis 2.212     | –          | 52     | 1871–85          | 1B n2     | „Outrance“, wie Great Northern Railway (UK) 264 class; 1891–98 in 2‘B umgebaut                                                                            |      |
| –                                  | 2.861 bis 2.911                      | –          | 51     | 1877–82          | 2'B n2    | „Outrance“, bereits mit Drehgestell geliefert |      |
| –                                  | 701                                  | –          | 1      | 1886             | 1AA n4v   | Erste Vierzylinder-Verbundlok, 1892 in 2’AA umgebaut |      |
| –                                  | 2.301                                | –          | 1      | 1886             | B1 n2     | 1890 in 1890 in 2'A1 umgebaut, bereits 1891 ausgemustert                                                                                                  |      |
| –                                  | 2.101                                | –          | 1      | 1888             | 2'B n2    | Ausstellungslokomotive für die Weltausstellung Paris 1889                                                                                                 |      |
| –                                  | 2.121 bis 2.157                      | –          | 37     | 1892–96          | 2'B n4v   | „Chocolat“ |      |
| –                                  | 2.158 bis 2.180                      | 2-220 A    | 23     | 1896–98          | 2'B n4v   | „Chocolat“ mit vergrößertem Kessel |      |
| –                                  | 2.641 bis 2.675                      | 2-221 A    | 35     | 1896–98          | 2'B1 n4v  | 1910–13 auf Heißdampf umgebaut |      |
| –                                  | 2.741                                | –          | 1      | 1907             | 2'B1 n4v  | Mit Wasserrohrkessel; noch 1907 zur 2'B2' umgebaut, 1913 erneut in 2'C 3.999 mit Normalkessel umgebaut                                                    |      |
| –                                  | 3.513 bis 3.662                      | 2-230 D    | 150    | 1908–14          | 2'C n/h4v | Ab 3.538 mit Überhitzer, Rest 1929–34 auf Heißdampf umgebaut                                                                                              |      |
| –                                  | 3.1101 und 3.1102                    | 2-232 A    | 2      | 1911             | 2'C2' h4v | Prototypen |      |
| –                                  | 3.1151 bis 3.1170                    | 2-231 A    | 20     | 1912             | 2'C1' h4v | |      |
| –                                  | 3.999                                | 2-230 B    | 1      | (1913)           | 2'C h4v   | „La Joconde“; aus 2'B2'-Prototyp 2.741 umgebaut |      |
| –                                  | 3.1150                               | 2-231 B    | 1      | 1920             | 2'C1' h4v | „La Bretonne“, Pacific Typ Etat; 1914 als Etat 231.502 im Bau, von Deutschland beschlagnahmt, nach dem 1. Weltkrieg an Frankreich zurückgegeben           |      |
| –                                  | 3.1201 bis 3.1248, 3.1251 bis 3.1290 | 2-231 C    | 88     | 1923–31          | 2'C1' h4v | „Super Pacific“ |      |
| –                                  | 3.1249 und 3.1250                    | 2-231 D    | 2      | 1930             | 2'C1' h4v | „Super Pacific“; Prototypen mit Caprotti- (3.1249) bzw. Dabeg- (3.1250) Ventilsteuerung; 1933 auf Zwillingstriebwerk mit Cossart-Ventilsteuerung umgebaut |      |
| –                                  | 3.1171 bis 3.1190                    | 2-231 E    | 20     | (1934)           | 2'C1' h4v | Ex PO 3500, 1933 angekauft und nach Chapelon umgebaut |      |
| –                                  | 3.1191 bis 3.1198, 3.1111 bis 3.1130 | 2-231 E    | 28     | 1936–38          | 2'C1' h4v | Neubau Chapelon-Pacific |      |

### Lokomotiven für gemischten Dienst
| Nummernreihe alt (bis 1870) | Nummernreihe neu (ab 1870) | SNCF Reihe | Anzahl | Indienststellung | Bauart    | Bemerkungen | Bild |
| --------------------------- | -------------------------- | ---------- | ------ | ---------------- | --------- | --- | ---- |
| 265 bis 274                 | 3.265 bis 3.274            | –          | 10     | 1849             | C n2      | Typ „Mammouth“, Innentriebwerk                                                                                    |      |
| 340 bis 359                 | 3.606 bis 3.787            | –          | 182    | 1860–82          | C n2      | Typ „Mammouth“, Innentriebwerk                                                                                    |      |
| –                           | 3.799 bis 3.800            | –          | 2      | 1866             | C n2      | Ex Cie. Lille à Valenciennes, 1876 übernommen                                                                     |      |
| 445 bis 480                 | 2.451 bis 2.631            | –          | 181    | 1867–83          | B1 n2     | Innentriebwerk |      |
| –                           | 2.801 bis 2.815            | –          | 15     | 1874–75          | 1B n2     | Ex Cie. Lille à Valenciennes, 1876 übernommen                                                                     |      |
| –                           | 3.401 bis 3.512            | –          | 112    | 1883–91          | C n2      | Außenrahmen und Innentriebwerk                                                                                    |      |
| –                           | 3.101                      | –          | 1      | 1887             | 1'C n3v   | Prototyp, in 3.395 umgenummert                                                                                    |      |
| –                           | 3.078 bis 3.354            | 2-230 A    | 277    | 1897–1913        | 2'C n4v   | „Chocolat“ |      |
| –                           | 3.1401 und 3.1402          | 2-130 B    | 2 + 2  | 1913–14          | 1'C h2v   | Prototypen zu Vergleichszwecken; Verbundlok 3.1401 1933 auf Zwillingstriebwerk umgebaut und in 3.1503 umgenummert |      |
| –                           | 3.1501 und 3.1502          | 2-130 C    | 2 + 2  | 1913–14          | 1'C h2    | Prototypen zu Vergleichszwecken; Verbundlok 3.1401 1933 auf Zwillingstriebwerk umgebaut und in 3.1503 umgenummert |      |
| –                           | 4.1110 bis 4.1150          | 2-141 A    | 50     | 1917–19          | 1'D1' h4v | Typ PLM 141 B, gebaut von Baldwin (USA)                                                                           |      |

### Güterzuglokomotiven
| Nummernreihe alt (bis 1870) | Nummernreihe neu (ab 1870)       | SNCF Reihe | Anzahl | Indienststellung | Bauart  | Bemerkungen | Bild |
| --------------------------- | -------------------------------- | ---------- | ------ | ---------------- | ------- | --- | ---- |
| 201 bis 264                 | 3.201 bis 3.264                  | –          | 64     | 1846–47          | C n2    | |      |
| 297 bis 299                 | –                                | –          | 4      | 1848–49          | C n2    | Ex Cie. d'Amiens à Boulogne, Bauart Buddicom |      |
| 275 bis 296, 301 bis 338    | 3.275 bis 3.334                  | –          | 60     | 1852–55          | C n2    | Innenzylinder, bis 1856 mit einer Laufachse zwischen der ersten und zweiten Kuppelachse ausgestattet                                                                         |      |
| 633 bis 650                 | 3.335 bis 3.352                  | –          | 18     | 1866             | C n2    | Typ „Bourbonnais“, von der Nord als „type PLM“ bezeichnet |      |
| –                           | 4.001 bis 4.075, 4.636 bis 4.990 | 2-040 A    | 430    | 1866–91          | D n2    | „180 unités“; 104 Stck. 1907–14 in Tenderlok umgebaut, Rest 1921 in 4.601 bis 4.954 umgenummert                                                                              |      |
| –                           | 3.353 bis 3.375                  | –          | 23     | 1875–76          | C n2    | Ex Cie. de Lille à Valenciennes, 1876 übernommen; 1913 in 3.1353 bis 3.1375 umgenummert                                                                                      |      |
| –                           | 3.376 bis 3.388                  | –          | 13     | 1875–76          | C n2    | Ex Cie. de Picardie et Flandres, 1879 übernommen |      |
| –                           | 4.101 bis 4.120                  | –          | 20     | 1890–92          | D n4v   | 4-Zylinder-Verbundtriebwerk Bauart Woolf, 1910 in 4.676 bis 4.695 umgenummert; 4.695 mit vorderer Laufachse versehen und 1912 auf Gleichstromzylinder Bauart Stumpf umgebaut |      |
| –                           | 4.061 bis 4.340                  | 2-140 A    | 280    | 1912–29          | 1'D h4v | „Les Bœufs“ |      |
| –                           | 5.001 bis 5.022, 5.031 bis 5.120 | 2-150 A    | 112    | 1913–29          | 1'E h4v | |      |
| –                           | 5.1201 bis 5.1230                | 2-150 B    | 30     | 1932–33          | 1'E h4v | |      |

### Tenderlokomotiven für Streckendienst
| Nummernreihe alt (bis 1870) | Nummernreihe neu (ab 1870)       | SNCF Reihe   | Anzahl | Indienststellung | Bauart         | Bemerkungen                                                                                         | Bild |
| --------------------------- | -------------------------------- | ------------ | ------ | ---------------- | -------------- | --------------------------------------------------------------------------------------------------- | ---- |
| 360 bis 399                 | 4.361 bis 4.400                  | –            | 40     | 1856–58          | D2' n2t        | Stütztenderlokomotive Bauart Engerth                                                                |      |
| 401 bis 436                 | 2.401 bis 2.436                  | –            | 36     | 1856–57          | B3' n2t        | Stütztenderlokomotive Bauart Engerth, Innenzylinder; 1873/78 in B1 mit Tender umgebaut              |      |
| 551 bis 600, 801 bis 805    | 4.551 bis 4.631                  | –            | 81     | 1859–85          | D n2t          | „Fortes rampes“; 1921 in 4.1750 bis 4.1794 umgenummert                                              |      |
| 601 bis 620                 | –                                | –            | 20     | 1862–67          | CC n4t         | Duplex-Lokomotive Bauart Petiet; 1872–74 in je 2 Rangierlokomotiven umgebaut, 4 davon an Nord Belge |      |
| 437 bis 444                 | –                                | –            | 8      | 1862             | A3A n4t        | „Chameau“; Duplex-Lokomotive Bauart Petiet                                                          |      |
| 951 bis 970                 | 2.951 bis 2.985                  | –            | 35     | 1867–75          | 1B n2t         | Typ „Ouest“; Innenzylinder                                                                          |      |
| –                           | 3.838 bis 3.848                  | –            | 11     | 1869–73          | C n2t          | Ex Cie. du Tréport und ex Cie. de Frévent à Gamaches, 1881 übernommen                               |      |
| –                           | 4.547 bis 4.550                  | –            | 4      | 1870–72          | D n2t          | Ex Cie. de Lille à Valenciennes 25 bis 28, 1876 übernommen; in 4.1746 bis 4.1748 umgenummert        |      |
| –                           | 4.401 bis 4.445                  | –            | 45     | 1874–91          | D n2t          | 1922 in 4.1701 bis 4.1725 und 4.1961 bis 4.1980 umgenummert                                         |      |
| –                           | 2.921 bis 2.950                  | –            | 30     | 1876–77          | 1B n2t         | Typ „Nord“; Innenzylinder                                                                           |      |
| –                           | 3.001 bis 3.010                  | –            | 10     | 1876             | C n2t          | |      |
| –                           | 3.011 bis 3.020, 3.106 bis 3.110 | –            | 15     | 1880–82          | C1' n2t        | 3.106 bis 3.110 1909 in 3.390 bis 3.394 umgenummert                                                 |      |
| –                           | 3.021 bis 3.075                  | –            | 65     | 1881–83          | C2' n2t        | „Courte-Queue“; Außenrahmen und Innenzylinder                                                       |      |
| –                           | 3.102 und 3.103                  | –            | 2      | 1892–93          | C2' n2t        | „Métropolitain“; Prototypen, 1908 in 3.396 bis 3.397 umgenummert                                    |      |
| –                           | 2.311 bis 2.380                  | 2-220 TA     | 70     | 1892–96          | 2'B n2t        | „Ravachol“                                                                                          |      |
| –                           | 2.231 bis 2.305                  | 2-222 TA     | 75     | 1901–06          | 2'B2' n2t      | „Revolver“                                                                                          |      |
| –                           | 6.121 bis 6.168                  | 2-031+130 TA | 48     | 1905–11          | (C1')(1'C) n4t | Gelenklokomotive Bauart du Bousquet                                                                 |      |
| –                           | 3.801 bis 3.865                  | 2-232 TA     | 65     | 1909–14          | 2'C2' n/h4vt   | „Bleriot“; ab 3.836 mit Überhitzer, Rest ab 1924 ebenfalls auf Heißdampf umgebaut                   |      |
| –                           | 4.1701 und 4.1702                | 2-141 TB     | 2      | 1930             | 1'D1' h2t      | Prototypen, urspr. Nrn. 4.1201 bis 4.1202                                                           |      |
| –                           | 4.1201 bis 4.1272                | 2-141 TC     | 72     | 1932–36          | 1'D1' h2t      | Cossart-Ventilsteuerung                                                                             |      |

### Tenderlokomotiven für Rangierdienst
| Nummernreihe alt (bis 1870) | Nummernreihe neu (ab 1870)       | SNCF Reihe | Anzahl | Indienststellung | Bauart | Bemerkungen | Bild |
| --------------------------- | -------------------------------- | ---------- | ------ | ---------------- | ------ | --- | ---- |
| 501 bis 535                 | 3.801 bis 3.835                  | –          | 35     | 1848–63          | C n2t  | Innenzylinder |      |
| 491 bis 500                 | 3.901 bis 3.996                  | –          | 96     | 1866–80          | C n2t  | Typ „Orleans“; 3.931 bis 3.966 1872/74 aus Petiet-Lokomotiven Reihe 601 umgebaut |      |
| –                           | 2.001 bis 2.034                  | –          | 34     | 1878–85          | B n2t  | „Bouteilles à encre“; mit stehendem Kessel |      |
| –                           | 2.035                            | –          | 1      | 1889             | B n2t  | Wie Reihe 2.001, aber mit liegendem Kessel |      |
| –                           | 4.446 bis 4.460                  | 2-040 TD   | 15     | 1901             | D n2t  | Nach dem 1. Weltkrieg in 4.1981 bis 4.1995, 1930 in 4.2001 bis 4.2015 umgenummert |      |
| –                           | 4.301 bis 4.400, 4.531 bis 4.538 | 2-040 TA   | 104    | (1907–14)        | D n2t  | Umbau aus D-Güterzuglok „180 unités“, nach dem 1. Weltkrieg in 4.1801 bis 4.1908 umgenummert; 108 Lokomotiven waren geplant, aber aufgrund der Kriegsereignisse 1914 konnten nur 104 umgebaut werden |      |
| –                           | 4.2016 bis 4.2095                | 2-040 TG   | 80     | 1930–32          | D n2t  | Nachbauserie, Reihe 4.446 |      |
| –                           | 5.601 bis 5.670                  | 2-050 TD   | 70     | 1930–32          | E n2t  | |      |

### Dampftriebwagen
Im Pariser Vorortverkehr wurden von 1901 bis 1932 Dampftriebzüge eingesetzt. Die „Cages à poule“ genannten Garnituren bestanden aus einem Dampf-Gepäcktriebwagen, der von einem vor- und einem nachlaufenden Personenwagen eingerahmt war. 
| Nummernreihe alt (bis 1870) | Nummernreihe neu (ab 1870) | SNCF Reihe | Anzahl | Baujahre  | Bauart     | Bemerkungen                                                               | Bild |
| --------------------------- | -------------------------- | ---------- | ------ | --------- | ---------- | ------------------------------------------------------------------------- | ---- |
| –                           | Voiture à vapeur N° 1      | –          | 1      | 1880      | A2 n2t     | Gebaut von Fives-Lille, für die Strecke Chartres–Auneau                   |      |
| –                           | VV 1 bis 3                 | –          | 3      | 1901      | 2+A1+2 n2t | Gebaut von Buffaud & Robatel                                              |      |
| –                           | VV 4 bis 11                | –          | 8      | 1908–1909 | 2+A1+2 n2t | Gebaut von Buffaud & Robatel                                              |      |
| –                           | ZZ 19                      | ZZNF 1001  | 1      | 1935      | B'2        | Gebaut in den bahneigenen Werkstätten in Lizenz von Sentinel Waggon Works |      |

### Schmalspurlokomotiven
Für die Betriebsführung der 1910 eröffneten meterspurigen Strecke von Guise nach Hirson beschaffte die Nordbahn zwei Bauarten von Schmalspur-Tenderlokomotiven. Im Ersten Weltkrieg im Kampfgebiet gelegen, wurde die Strecke vollkommen zerstört und 1919/20 in Normalspur wieder aufgebaut. Die Lokomotiven wurden an die Ligne d'Aire-sur-la-Lys à Berck-Plage abgegeben.
| Nummernreihe alt (bis 1870) | Nummernreihe neu (ab 1870) | SNCF Reihe | Anzahl | Baujahre | Bauart  | Bemerkungen    | Bild |
| --------------------------- | -------------------------- | ---------- | ------ | -------- | ------- | -------------- | ---- |
| –                           | 1 bis 6                    | –          | 6      | 1909–10  | 1'C n2t |                |      |
| –                           | 51 bis 52                  | –          | 2      | 1911     | 1'E n2t | Gebaut von SLM |      |

### Britische und US-amerikanische Kriegslokomotiven
Nach dem Ersten Weltkrieg erhielt die Nordbahn, ebenso wie alle anderen französischen Eisenbahngesellschaften, für den Kriegsdienst gebaute Lokomotiven aus den Beständen der Railway Operating Division (ROD) der britischen Royal Engineers sowie der American Expeditionary Forces (AEF) der US Army.
| Nummernreihe alt (bis 1870) | Nummernreihe neu (ab 1870) | SNCF Reihe | Anzahl | Baujahre | Bauart    | Bemerkungen | Bild |
| --------------------------- | -------------------------- | ---------- | ------ | -------- | --------- | --- | ---- |
| –                           | 3.871 bis 3.884            | 2-232 TB   | 14     | 1914     | 2'C2' h2t | Ex ROD, beschlagnahmt aus einer Bestellung der niederländischen Staatsspoorwegen (SS-Baureihe 1200, spätere NS-Baureihe 6000) bei Beyer-Peacock |      |
| –                           | 4.1551 bis 4.1663          | 2-140 B    | 113    | 1915–16  | 1'D n2    | Ex ROD, gebaut von Baldwin |      |
| –                           | 4.1664 bis 4.1700          | 2-141 TA   | 37     | 1916     | 1'D n2    | „ROD canadienne“; ex ROD, gebaut von der Canadian Locomotive Company; 1922 in 1'D1'-Tenderlok umgebaut                                          |      |
| –                           | 4.1301 bis 4.1542          | 2-140 C    | 242    | 1917–19  | 1'D h2    | „Américaine type B“, „Pershing“; ex US Army, gebaut von Baldwin                                                                                 |      |

### Armistice-Lokomotiven (deutsche Waffenstillstandsabgaben)
Aufgrund der Bestimmungen des Waffenstillstands von 1918 musste das Deutsche Reich unter anderem 5000 Lokomotiven an die Entente abliefern. Von diesen erhielt die Nordbahn 544 Stück.
| Nummernreihe alt (bis 1870) | Nummernreihe neu (ab 1870) | SNCF Reihe | Anzahl | Baujahre  | Bauart    | Bemerkungen                                               | Bild |
| --------------------------- | -------------------------- | ---------- | ------ | --------- | --------- | --------------------------------------------------------- | ---- |
| –                           | 3.1690 bis 3.1699          | 2-230 E    | 10     | 1915–16   | 2'C h3    | Ex preuß. S 102                                           |      |
| –                           | 3.1551 bis 3.1566          | 2-130 A    | 16     | 1903–09   | 1'C h2    | Ex preuß. P 6                                             |      |
| –                           | 3.1601 bis 3.1675          | 2-230 C    | 75     | 1907–18   | 2'C h2    | Ex preuß. P 8; „Les Râleurs“                              |      |
| –                           | 4.1001 bis 4.1098          | 2-040 B    | 98     | 1895–1915 | D n2v     | Ex preuß. G 72, 4.1076 baugleiche ex meckl. G 72          |      |
| –                           | 4.572 bis 4.598            | 2-040 C    | 27     | 1903–13   | D h2      | Ex preuß. G 8                                             |      |
| –                           | 4.351 bis 4.562            | 2-040 D    | 212    | 1913–19   | D h2      | Ex preuß. G 81                                            |      |
| –                           | 3.1451 bis 3.1459          | 2-031 TA   | 9      | 1894–1901 | C1' n2t   | Ex preuß. T 91                                            |      |
| –                           | 3.1461 bis 3.1462          | 2-130 TA   | 2      | 1898–99   | 1'C n2t   | Ex preuß. T 92                                            |      |
| –                           | 3.1463 bis 3.1491          | 2-130 TB   | 29     | 1901–14   | 1'C n2t   | Ex preuß. T 93                                            |      |
| –                           | 3.888 bis 3.899            | 2-130 TC   | 12     | 1907–16   | 1'C h2t   | Ex preuß. T 12                                            |      |
| –                           | 3.1495 bis 3.1497          | 2-131 TA   | 3      | 1910–15   | 1'C1' h2t | Ex württ. T 5                                             |      |
| –                           | 3.1499                     | 2-230 TB   | 1      | 1909      | 2'C h2t   | Ex preuß. T 10                                            |      |
| –                           | 4.1941 bis 4.1959          | 2-040 TF   | 19     | 1911–16   | D n2t     | Ex preuß. T 13                                            |      |
| –                           | 5.551 bis 5.555            | 2-050 TA   | 5      | 1896–1904 | E n2t     | Ex preuß. T 15, von der Nord auf Normaltriebwerk umgebaut |      |
| –                           | 5.501 bis 5.504            | 2-050 TB   | 4      | 1906–12   | E h2t     | Ex preuß. T 16                                            |      |
| –                           | 5.505 bis 5.525            | 2-050 TB   | 21     | 1913–18   | E h2t     | Ex preuß. T 161                                           |      |
| –                           | 5.526                      | 2-050 TC   | 1      | 1918      | E h2t     | Ex sächs. XI HT                                           |      |

### Ceinture-Lokomotiven
Das Syndicat des chemins de fer de ceinture wurde 1880 von den großen, von Paris ausgehenden Eisenbahngesellschaften (Est, Nord, Ouest, État, PO und PLM) gegründet, um den Betrieb auf den beiden Pariser Ringbahnen, der Petite Ceinture de Paris und der Grande Ceinture de Paris, sowie deren Nebenstrecken durchzuführen. Das Syndikat wurde 1934 wieder aufgelöst, der Betrieb wurde nun von der Est, État und Nord sichergestellt. Die Lokomotiven der Ceinture gingen zum größeren Teil an die Nord, zum kleineren Teil an die État.
| Nummernreihe Ceinture | Nummernreihe Nord | SNCF Reihe     | Anzahl | Indienststellung | Bauart            | Bemerkungen                                                                                   | Bild |
| --------------------- | ----------------- | -------------- | ------ | ---------------- | ----------------- | --------------------------------------------------------------------------------------------- | ---- |
| 1 bis 8               | 4.961 bis 4.968   | 2-040 TB       | 8      | 1870             | D n2t             |                                                                                               |      |
| 9 bis 13              | 4.969 bis 4.973   | 2-040 TC       | 5      | 1877             | D n2t             |                                                                                               |      |
| 21 bis 35             | 3.901 bis 3.915   | 2-030 TB       | 15     | 1899             | C n2t             | „Boers“, Typ Ouest 3531                                                                       |      |
| 51 bis 65             | 3.701 bis 3.715   | 2-230 TA       | 15     | 1902             | 2'C n4vt          | Vierzylinder-Verbundlok in Tandembauart                                                       |      |
| 4.001 bis 4.005       | 4.001 bis 4.005   | 2-240 TA       | 5      | 1904             | 2'D n4vt          |                                                                                               |      |
| 81 bis 93             | –                 | (3-232 TA)     | 13     | 1908–09          | 2'C2' h2t         | Typ Nord 3.801; bei Aufteilung des Fuhrparks an die État                                      |      |
| 6.001 bis 6.038       | –                 | (3-031+130 TA) | 38     | 1909–12          | (C1')(1'C) n/h4vt | Gelenklokomotive Bauart de Bousquet, Typ Nord 6.121; bei Aufteilung des Fuhrparks an die État |      |
| 14 bis 16             | 4.974 bis 4.976   | 2-040 TE       | 3      | 1910             | D n2t             | Typ Nord 4.446                                                                                |      |
| 5.001 bis 5.012       | 5.301 bis 5.312   | 2-151 TA       | 12     | 1928             | 1'E1' h2t         |                                                                                               |      |